# Ñ

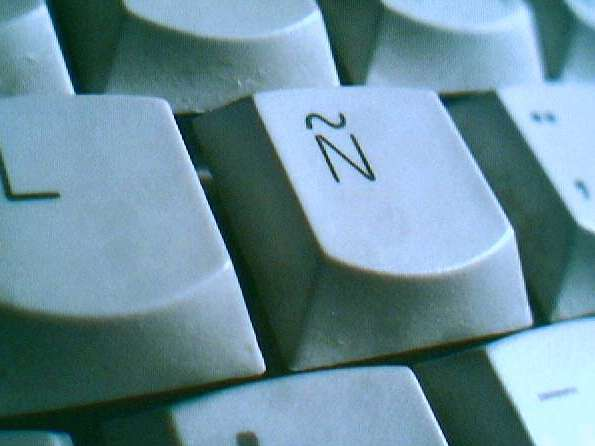
A letra Ñ em um teclado Qwerty de computador espanhol.

Ñ (eñe, lê-se enhe) é uma letra da variante espanhola do alfabeto latino, que tem o mesmo valor fonético que o dígrafo nh do português. Por exemplo, em castelhano, España tem a mesma pronúncia que Espanha em português.
É a décima-sétima letra do alfabeto da língua castelhana, sendo também utilizada em galego e em diversas línguas ameríndias, como o guarani, ou no bretão, uolofe, asturiano, chamorro, filipino e tártaro da Crimeia. Na Ásia, a letra Ñ foi incorporada pelo tagalog, falado nas Filipinas.

## Uso fonético
O Ñ representa um som nasal palatal (AFI: /ɲ/). É como o NH no português (exceto em dialetos onde o NH corresponde a uma aproximante palatal nasal, ou um nasal pós-alveolar).

## História
Nos mosteiros e depois nas imprensas tinha-se o costume de economizar letras para poupar esforço nas tarefas de copiamento e colocação de caracteres; assim, a sequência «nn» escrevia-se com uma linha muito pequena denominada til em cima de uma letra «n» de tamanho normal: «ñ». O mesmo sucedeu no português com «an» e «ã»; v.g. annus > añus; e o grupo românico nn > ñ que se havia palatalizado ao longo do tempo na Península Ibérica.
| Fenicio N | Grego Nu | Etrusco N | Latim N | Espanhol Ñ |
| --------- | -------- | --------- | ------- | ---------- |
|           |          |           |         |            |

Entre as línguas que adotaram a letra Ñ para o som palatal nasal encontram-se o: aimará, bubi, chamorro, euskera, filipino, guarani, mapudungun, mixteco, quíchua, tagalo, tétum, uolofe, zapoteco.
O inglês admite a letra Ñ emprestado do castelhano como «cañón» (a grafia mais comum é «canyon»), «cañada» (em Cañada del Oro no Arizona), «jalapeño», «piñata» ou «niño» (na corrente marinha e na Oscilação do Sul El Niño).
Hoje em dia, esta grafia tornou-se em símbolo reconhecível da hispanidade. Atualmente pode ser utilizada nos domínios da Internet. O Ñ fica à direita da letra L nos teclados Qwerty para espanhol, e não há equivalente no alfabeto romano.
Historicamente o Ñ tem em comum com o W o fato de que ambas, procedem de uma versão duplicada das letras N e V, respectivamente, passam a ser consideradas como letras independentes.

## Outros usos
No bretão é usado para nasalizar a vogal precedente e não para representar o som /ɲ/, por exemplo, a palavra Jañ pronuncia-se /ʒɐ̃/.
Na escrita latina do tártaro de Crimeia representa a consoante velar nasal /ŋ/. O mesmo sucede em algumas transcrições do quenya.
Em nauruano representa o dígrafo /ng/, ainda que atualmente a tendência majoritária é usar simplesmente «ng». 
Muitos falantes de português usam essa letra para representar a palavra "não" em linguagens informais de internet. 

## Grafias equivalentes em outros idiomas
Atualmente a letra Ñ é usada como letra do alfabeto espanhol e filipino.
Em outras línguas há derivações em grafias distintas:
- ny em afaan oromo, aragonês, catalão, jeje, gã, ganda, húngaro, hmong, indonésio, ladino, lingala, malaio, quenia, sesoto, suaíli, valão, zhuang e zulu
- gn em francês, bretão, valão, jèrriais, italiano, corso, sardo, genovês, piamontês, lombardo, veneziano, friulano, siciliano.
- nh em occitano, mirandês, português e vietnamita.
- nj em neerlandês, servo-croata, feroês, frísio, aromeno, cimbrio e albanês
- ň em tcheco, eslovaco e romani.
- ń em polaco, onde, aliás, o dígrafo "ni" tem idêntico valor (o mesmo sucede no euskera onde parte do ñ, em alguns dialetos o ni lê-se como umñ).
- ņ em letão
- ne/ni/en/in, ng (ao início da palavra quando está palatizada) em gaélico
- nn e n em gaélico escocês quando se pronunciam palatizadas
- ɲ em bambara
- in em euskera (às vezes também a grafia "ny" ou habitualmente o "ñ", que se crê, surgiu em uma abadia beneditina regida por monges euscaros).
- n em gagauz antes de ä, e, i, ö e u
- ニ (ni) + coluna de ヤ (ya) em pequeno em japonês, por exemplo, apresentadora hispano-japonesa Begoña representa-se ベゴーニャ (Be-go-o-nya < Be-go-o-ni-ya).
- нь em russo.
- њ em sérvio.
- ஞ் em tâmil.
- νι em grego.